# スペインのひみつ
『スペインのひみつ』は、ヤバイTシャツ屋さんのメジャー5枚目（通算8枚目）のシングル。2019年7月10日にユニバーサルシグマよりリリースされた。

## 解説
前作からおよそ10ヶ月ぶりのシングル。岡崎体育による『癒着☆NIGHT』のMixを含め、全5曲収録している。
通常盤と初回限定盤の2形態でリリースされている。初回限定盤には『ヤバイTシャツ屋さんの志摩スペイン村ツアー』と題されたDVDが付属しており、三重県志摩市にある志摩スペイン村でオフを満喫する映像が収録されている。特典DVDの撮影終了後、志摩スペイン村の社長から「CMソングを歌ってほしい」と要望があったことがきっかけとなり、当初予定されていなかった「きっとパルケエスパーニャ」のカバーがシングルに収録された。通常盤と初回限定盤共にパッケージはデジパック仕様となっている。

## 収録曲
作詞・作曲：こやまたくや
1. 癒着☆NIGHT
日本コカ・コーラ「スプライト」CMソング[5]
2. 案外わるないNHK
NHKフレッシャーズキャンペーン2018テーマソング[6]
3. sweet memories
4. きっとパルケエスパーニャ
志摩スペイン村 25th アニバーサリー夏のTVCMソング[7]
5. 癒着☆NIGHT（岡崎体育 remix)